# NGC 7241
NGC 7241 é uma galáxia espiral barrada (SBbc/P) localizada na direcção da constelação de Pegasus. Possui uma declinação de +19° 13' 53" e uma ascensão recta de 22 horas, 15 minutos e 49,7 segundos.
A galáxia NGC 7241 foi descoberta em 3 de Setembro de 1872 por Édouard Jean-Marie Stephan.